# کارل تئودور درایر
کارل تئودور درایر (به دانمارکی: Carl Theodor Dreyer) ‏(۳ فوریه ۱۸۸۹ – ۲۰ مارس ۱۹۶۸) فیلمساز دانمارکی بود. وی یکی از بزرگترین فیلمسازان تاریخ محسوب می‌شود و در طول ۵۰ سال حیات حرفه‌ایش تنها ۱۴ فیلم ساخت. درایر در زمره فیلمسازان معناگرا و مذهبی محسوب می‌شود. در فیلم‌هایش به مضامین سختی‌های مسیحی بودن در جامعه نابسامان معاصر می‌پردازد، همچنین مسائلی همچون تعصب و تحجر مذهبی را نیز مورد نکوهش قرار می‌دهد.
یکی از مهم‌ترین آثارش که منبع الهام برای سینماگران بوده‌است، مصائب ژاندارک (۱۹۲۸) است که جزء سینمای صامت است.

## زندگی
کارل تئودور درایر در سال ۱۸۸۹ به دنیا آمد. مادرش خدمتکار مزرعه‌داری دانمارکی بود که در سوئد زندگی می‌کرد. مادر درایر او را به یتیم‌خانه سپرد و خود مدتی بعد بر اثر خوردن زهر از دنیا رفت. پس از مدتی زندگی در یتیم خانه، مردی به نام کارل تئودور درایر، سرپرستی درایر را به عهده گرفت و نام خود را به او بخشید. درایر کودکی سختی داشت و رنج بی‌مادری تأثیر عمیقی بر دیدگاه‌ها و آثارش گذاشت. والدین جدید درایر، افراد تندخو، خشن و متعصبی بودند اما مذهبی نبودند.
درایر بعد از اتمام دوره دبیرستان، به روزنامه‌نگاری پرداخت و به عنوان روزنامه‌نگار با نشریات معروف آن زمان دانمارک مثل برلینگسکه تیندنده (قدیمی‌ترین روزنامه دانمارک)، پولیتیکن و ریگت کار کرد.

## فیلم‌سازی
بعد از مدتی همکاری با استودیوهای فیلمسازی دانمارک به عنوان نویسندهٔ فیلم‌نامه و میان‌نویس فیلم‌ها، درایر، قراردادی با شرکت فیلمسازی نوردیسک در ۱۹۱۳ امضاء کرد که طبق آن، وظیفه‌اش علاوه بر نوشتن، تدوین فیلم‌ها هم بود. بعد از آن بود که به کارگردانی علاقه‌مند شد و نخستین فیلمش با عنوان رئیس دادگاه را در سال ۱۹۱۸ کارگردانی کرد که ملودرام متوسطی بود. داستان زنی که به اتهام کشتن نوزادش به دادگاه می‌رود و قاضی دادگاه باید دربارهٔ او که دخترش است، قضاوت کند. این فیلم از برخی جهات به زندگی خود درایر و رابطه تروماتیک او با مادرش مرتبط بود.

از همین نخستین فیلم بود که او از قواعد و ضوابط استودیوهای فیلمسازی دانمارکی، راهش را جدا کرد و قواعد خودش را بنا کرد از جمله استفاده از نابازیگر یا بازیگران ناشناخته به جای بازیگران سرشناس دانمارک در فیلم‌ها.
درایر، سینماگری کمال‌گرا و سازش‌ناپذیر بود که در طول عمر ۷۹ ساله‌اش، تنها ۱۴ فیلم بلند (۹ فیلم صامت و ۵ فیلم ناطق) و تعدادی فیلم کوتاه ساخت. ژان لوک گدار دربارهٔ کم‌کاری درایر گفته‌است: «هرگاه فکر می‌کنم تعداد فیلم‌هایی که درایر در طول بیش از ۴۰ سال ساخت، من به نسبت تعداد با فواصل کمتری ساخته‌ام، از خودم شرمم می‌آید.»
فیلم‌های اولیه درایر از نظر موضوع، تنوع زیادی دارند و از فیلم‌های تاریخی مثل ژاندارک تا فیلم‌های کمدی مثل ارباب خانه و ژانر وحشت مثل خون‌آشام را دربر می‌گیرند.
از میان آن‌ها ۹ فیلم صامتی که درایر ساخت، فیلم‌های «برگ‌هایی از کتاب شیطان» و «مصائب ژاندارک» اهمیت بیشتری دارند.

## سبک سینمایی

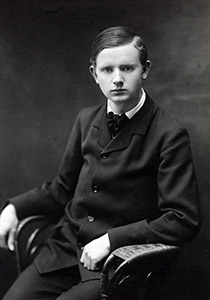
درایر در نوجوانی

### مضمون و کارگردانی
سینمای درایر، علی‌رغم پیوند تماتیکی که بین آن‌ها وجود دارد (مرکزیت شخصیت‌های زن، سرکوب روح و جسم، معجزه، ایمان و عشق)، از نظر سبکی، یکپارچه و واحد نیست. به سختی می‌توان، سبک یکسانی را برای همه فیلم‌های درایر تعیین کرد و آن را به عنوان یک کل واحد در نظر گرفت، چرا که هر کدام از فیلم‌های او، همچون پدیده‌ای کاملاً منفرد و مجزا به نظر می‌رسند.

از نظر کارگردانی، «گرترود» ریتم کندی دارد و متکی بر میزانسن و نماهای بلند (۸۹ پلان سکانس) است در حالی که «مصائب ژاندارک» اساساً بر مبنای برش نماهای کوتاه ساخته شده (متشکل از ۱۴۹۹ نماست). به علاوه همان گونه که رابین وود نیز بر آن تأکید کرده، «مصائب ژاندارک» به دلیل کثرت زاویه‌های غیرعادی دوربین، در مقایسه با فیلم «کلام» (اردت)، پرزرق و برق و باروک وار به نظر می‌رسد.
ژیل دلوز، فیلسوف و نظریه‌پرداز سینمایی نیز دربارهٔ سبک سینمایی درایر می‌نویسد: «در آثار درایر، به یاری نورپردازی استوار به تضاد رنگ‌های سیاه و سفید، مدام از فضای موجود (و حاضر) به فضای فرا طبیعی (معنوی) گذر می‌کنیم.»
فیلم «گرترود» با اینکه از نظر سبک بصری به «اردت» بسیار نزدیک تر است تا «مصائب ژاندارک»، اما تفاوت‌های اساسی با «اردت» دارد. در «گرترود» برخلاف «اردت»، دیگر از حرکت‌های مداوم دوربین خبری نیست و بیشتر نماها ثابت اند و حتی تغییر زاویه دوربین هم دیده نمی‌شود.
در ژاندارک، نماهای کلوزآپ، شخصیت‌ها را از تمامی عوامل محیطی ای که ممکن است توجه ما را منحرف سازند، جدا می‌سازد در حالی که در «اردت» و «گرترود»، پیوند ارگانیکی بین روحیات شخصیت‌ها و مکان پیرامون آن‌ها برقرار است و این ارتباط از طریق نماهای بلند (بدون قطع) و لانگ شات‌ها حاصل شده‌است.

### دوربین و فیلم‌برداری
حرکت دوربین در آثار درایر متکی به حرکت درون کادر و سوژه نیست یا مطلقاً جنبه تزئینی و متظاهرانه ندارد بلکه نقش مستقلی در انتقال معنا ایفا می‌کند.
صحنه‌های درایر اغلب برهنه و خالی اند و از اشیاء و زرق و برق در آن‌ها خبری نیست.
درایر در فیلم «خون‌آشام» از دوربین سوبژکتیو (ذهنی) استفاده می‌کند و همه چیز از نگاه شخصیت محوری فیلم نشان داده می‌شود اگرچه در برخی صحنه‌ها، تماشاگر در مورد تعلق این زاویه دید به خون‌آشام دچار تردید می‌شود. رابین وود نیز سبک کار دوربین در این فیلم را ستوده و آن را از نظر روان بودن و سیالیت، در تاریخ سینما بی‌مانند دانسته‌است.
در فیلم «مصائب ژاندارک» نیز درایر با استفاده خلاقانه از نماهای سوبژکتیو (زاویه دید ژاندارک)، صحنه‌های بازجویی ژاندارک را واقعی‌تر کرده و حس ترس و فشاری را که بر او وارد می‌شود به تماشاگر منتقل کرده‌است. به اعتقاد رابین وود، صحنه بازجویی ژاندارک، به کابوسی ذهنی بدل می‌شود که ما نیز در آن شریکیم.
درایر همچنین در «مصائب ژاندارک»، به ویژه در صحنه‌های شورش و سوزاندن ژاندارک، از زاویه‌های غیر متعارف مورب یا سربالا (لو انگل) که از ویژگی فیلم‌های اکسپرسیونیستی آلمان یا فیلم‌های حماسی ایزنشتاین بود، استفاده کرده‌است. به نوشته رابین وود، در «مصائب ژاندارک»، خطوط و طرح‌ها کاملاً روشن و مستحکم و ترکیب بندی‌ها، تندیس ماننداند.

### رویکرد و نگرش
رویکرد درایر به تاریخ با رویکرد فیلمسازان هالیوودی به تاریخ بسیار متفاوت است. تاریخ برای او صرفاً روایت رویدادهای تاریخی یا ثبت عینی واقعیت‌های تاریخی نیست، بلکه واقعیتی فراتاریخی و عرصه چالش اندیشه‌های متضاد، عشق در برابر زندگی روزمره و ایمان به خداوند در برابر کفر یا تحجر مذهبی است.
درایر تحت تأثیر فیلم‌های «تعصب» و «تولد یک ملت» گریفیث، فیلم «برگ‌هایی از کتاب شیطان» را بر اساس کتاب «غم‌های شیطان» نوشته ماری کورلی ساخت که علی‌رغم عنوان گمراه‌کننده اش، فیلمی با تمی انسانی و مذهبی بود و از نظر ساختار و درونمایه، شباهت زیادی به «تعصب» گریفیث داشت و همانند «تعصب»، چهار دوره از تاریخ جهان را تصویر کرده بود: به صلیب کشیده شدن مسیح، دستگاه تفتیش عقاید (انگیزیسیون) اسپانیا، انقلاب فرانسه و جنگ روسیه و فنلاند.

### زنان
بی شک زنان زندگی درایر به ویژه مادرش ژوزفین که زن تنها و زجر کشیده‌ای بود و در کودکی او را رها کرد و رفت، نقش مهمی در شکل‌گیری شخصیت‌های زن سینمایی او داشته‌اند.
درایر در بیشتر فیلم‌های خود، از مصائب ژاندارک گرفته تا گرترود و اردت، روایت گر زندگی زنان رنج کشیده، سرکوب شده و قربانی است. زن‌هایی که به گفته بابک احمدی در کتاب تصاویر دنیای خیالی، سرچشمه عشق و زندگی اند و در همه آثار او حضور ملموس و پر رنگی دارند.
مردان درایر با عشق بیگانه‌اند و غرق در امور زندگی روزمره و کارند.

زن‌های فیلم‌های درایر، زنانی افسرده با احساسات و امیالی سرکوب شده‌اند که بیشتر قربانی کمال طلبی خود اند تا دنیای مرد سالارانه اطرافشان.
زنان حتماً نباید مانند ژاندارک در مصائب ژاندارک، قدیس باشند تا قربانی تعصب و تفتیش عقاید قرون وسطایی شوند یا مثل «گرترود»، خواننده سابق اپرا، به خاطر عشقش، از زندگی راحت و مرفه خود دست بشویند و به دیری پناه ببرند و تارک دنیا شوند، بلکه زنان ساده و خانه‌داری چون آیدا در فیلم کمدی خانوادگی «ارباب خانه» (۱۹۲۵) که از دست شوهرش به تنگ آمده یا اینگر در فیلم «اردت» که به یاری معجزه زنده می‌شود را هم دربر می‌گیرد.

اینگر در فیلم «اردت» (کلام)، شاید تصویری از زن ایده‌آل درایر باشد و تفکر او را نمایندگی کند. زنی که نه تنها همسر و مادر خوب و مهربانی است بلکه دارای روحی بزرگ و متعالی است. زنی با ایمان مسیحی که خود را فدای خانواده‌اش کرده و با همه ایمان و حس زنانه و مادرانه‌اش در خدمت آنهاست.
درایر، فیلم «مصائب ژاندارک» را از میان چندین سوژه تاریخی از جمله ماری آنتوانت و کاترین دو مدیسی که به او برای ساختن پیشنهاد شد، برگزید.

## فیلم‌شناخت

### صامت
- رئیس دادگاه (۱۹۱۸)
- برگ‌هایی از کتاب شیطان (۱۹۲۱)
- میکل (۱۹۲۴)
- ارباب خانه (۱۹۲۵)
- مصائب ژاندارک (۱۹۲۷)

### ناطق
- خون‌آشام (۱۹۳۲)
- روز خشم (۱۹۴۳)
- دو نفر (۱۹۴۴)
- اردت (۱۹۵۵)
- گرترود (۱۹۶۴)

## برای مطالعهٔ بیشتر
- صحبت به زبان میل، فیلم‌های کارل درایر، ریموند کارنی، ترجمه رضا خلیلی، تهران: نقد فرهنگ، چاپ اول، 1397